# Museu Municipal Visconde de Guarapuava
O Museu Municipal Visconde de Guarapuava é um museu localizado no centro da cidade de Guarapuava, no estado do Paraná. Apresenta um acervo sobre a história do município, contendo também objetos utilizados pelas tribos indígenas que anteriormente habitavam a região.

## Edifício sede
Não se sabe ao certo sobre sua origem, mas supõe-se que foi construída na primeira metade do século XIX. Foi a residência de Antonio de Sá Camargo, Visconde de Guarapuava, ilustre nome da vida pública paranaense, nascido em 1807 na cidade de Palmeira e falecido nessa casa no ano de 1896. Fazendeiro abastado, contribuiu para o desenvolvimento da região, auxiliando empresas pioneiras de navegação do Rio Iguaçu, além de fundar instituições sociais e culturais em Guarapuava e Curitiba. Pelos serviços prestados ao Paraná, pelos cargos públicos exercidos e pelo apoio financeiro e político dado ao governo imperial durante a Guerra do Paraguai, foi agraciado com o título de barão e, mais tarde, com o de visconde.